# ساندویچ میکده
ساندویچ میخانه ای (که به آن ساندویچ گوشت شل می‌گویند) ساندویچی است که از گوشت چرخ کرده روی یک نان تشکیل شده است که با پیاز سرخ شده مخلوط می‌شود و گاهی روی آن ترشی، سس کچاپ، خردل و پنیر قرار می‌گیرد.
ساندویچ میخانه بر خلاف همبرگر است، زیرا گوشت یک میخانه به جای اینکه به شکل یک نان فشرده در بیاید، شل پخته می‌شود. این بیشتر شبیه یک جو درهم و برهم است، بدون سس مبتنی بر گوجه فرنگی. 

## تاریخچه
کارول دیتز از میسولا، مونتانا، پیش ساز ساندویچ میخانه را در سال ۱۹۲۰ ساخت که به آن «همبرگر بخارپز» می‌گویند.  در سال ۱۹۲۶، فرد آنجل شروع به فروش نسخه خود از ساندویچ در اولین رستوران Maid-Rite در ماسکتین، آیووا، تحت نام «ساندویچ گوشت شل» کرد. نام «میخانه» برای ساندویچ به دیوید هگلین نسبت داده شده است. هگلین ساندویچ‌ها را در رستوران سیوکس سیتی، آیووا، در سال ۱۹۲۴ فروخت. پس از مرگ هگلین، آبه کالد این تجارت را در سال ۱۹۳۴ خرید و نام رستوران را به نام ساندویچ، میخانه Ye Olde تغییر داد. کالد دستور پخت گوشت چرخ کرده را کامل کرد و ساندویچ میخانه به رستوران‌ها و بارها در سراسر منطقه سیو سیتی گسترش یافت.
این ساندویچ در حال حاضر در سراسر غرب میانه ایالات متحده به خوبی شناخته شده است و نه تنها در موسسات کوچک محلی، بلکه در رستوران‌های دارای حق امتیاز مانند دیری کوئین و مناسک خدمتکار نیز سرو می‌شود. کافه زنجیره‌ای کافه نو وی مستقر در ویچیتا، کانزاس، نسخه‌ای از میخانه/ساندویچ گوشت شل به نام «Nu Way» را سرو می‌کند.  در ایلینوی، ساندویچ به عنوان «ساندویچ همبرگر شل» نیز شناخته می‌شود.  در آیووا، گاهی به‌عنوان مراسم خدمتکار نامیده می‌شود.

## مراجع فرهنگی
در فصل‌های بعدی کمدی موقعیت آمریکایی روزان، روزان کانر (رزان بار) مالک رستورانی به نام «جعبه ناهار لنفورد» در شهر خیالی لنفورد، ایلینوی است که در ساندویچ‌های گوشت آزاد تخصص دارد.  الهام بخش Lunch Box یک رستوران واقعی به نام Canteen Lunch در کوچه در اوتوموا، آیووا بود. در سال ۱۹۹۳، روزان و همسرش تام آرنولد، رستوران غذای بزرگ روزان و تام (بر اساس جعبه ناهار خیالی لنفورد) را در الدون، آیووا (کمتر از ۲۰ مایلی جنوب شرقی ناهار غذاخوری اتوموا) افتتاح کردند، که همچنین در ساندویچ‌های گوشت آزاد تخصص داشت.
ساندویچ گوشت آزاد آیووا در همسر خوب، فصل ۷، قسمت ۱۱، که در آن یک نامزد ریاست جمهوری که گرسلی کامل را تکمیل می‌کند، مجبور می‌شود در هر ایستگاه یک ساندویچ گوشت شل بخورد.

## کتابشناسی - فهرست کتب
- Dondanville, Ruth (2003). Nobody cooks like Ruth: menus from Cherotree. Haverford, PA: Infinity Publishing.com. ISBN 0-7414-1418-X. OCLC 56429804.
- Mariani, John F. (1999). The encyclopedia of American food & drink. New York: Lebhar-Friedman Books. ISBN 0-86730-784-6. OCLC 41319951.
- Metcalf, Allan A. (2000). How we talk: American regional English today. Boston: Houghton Mifflin. ISBN 0-618-04363-2. OCLC 44683508.
- Peterson, Eric (2006). Ramble: a field guide to the U.S.A. Denver [Colo.]: Speck Press. ISBN 1-933108-08-8. OCLC 63807683.
- Smith, Vernon L. (2008). Discovery-a memoir. Bloomington, IN: AuthorHouse. ISBN 978-1-4343-8430-0. OCLC 326874412.